# Administrateurs coloniaux au Sénégal
Les administrateurs coloniaux au Sénégal qui se sont succédé de 1815 à 1960 ont pour la plupart porté le titre de gouverneur.

## Historique
De la reprise de possession à 1840, la fonction de chef de la colonie n’avait pas à proprement parler une base juridique.
C’est en effet l’ordonnance royale du 7 septembre 1840 qui, pour la première fois, stipulait en son article premier : « le commandement et la haute administration de la colonie du Sénégal et de ses dépendances sont confiés à un gouverneur résidant à Saint-Louis ». Ce dernier était doté de pouvoirs militaires, administratifs, judiciaires et diplomatiques : à ce titre, il était habilité à prendre des actes réglementaires (arrêtés et décisions) exécutables dans la colonie.
Il avait aussi des pouvoirs en matière de législation coloniale : il promulguait les ordonnances, lois et décrets. Le Gouverneur était tenu d’adresser chaque année au Ministre de la marine un mémoire sur la situation générale de la colonie.
Cependant, à l’avènement de l’Afrique-Occidentale française, les pouvoirs du Gouverneur – désormais nommé par décret – seront progressivement réduits ; ainsi, à la tête du groupe de territoires se trouve un Gouverneur général (puis  Haut-commissaire) auquel il rend compte de son administration.
À partir de 1946, date de création d’un conseil général au niveau de chacun des territoires constitutifs de l’AOF (excepté le Sénégal où ce conseil existe depuis 1879), cette assemblée vote le budget de la colonie.
C’est surtout la loi-cadre qui a véritablement réduit les pouvoirs du Gouverneur avec la création de l’Assemblée territoriale et du Conseil de gouvernement dont il assure la présidence jusqu’en 1958, point de départ de la décolonisation.

## Gouverneurs du Sénégal
| Période                                           | Titulaire |                                               |
| ------------------------------------------------- | --- | --------------------------------------------- |
| de 1815 à 1816                                    | Élie-Joseph Trigant de Beaumont, Gouverneur                                                                                 |                                               |
| du 25 avril 1816 au 1er janvier 1818              | Julien Schmaltz, Gouverneur                                                                                                 |                                               |
| du 2 janvier 1818 au 10 juillet 1819              | Aimé-Benjamin Fleuriau, capitaine de frégate, Gouverneur par intérim                                                        |                                               |
| du 10 juillet 1819 au 10 août 1820                | Julien Schmaltz, Gouverneur                                                                                                 |                                               |
| du 11 août 1820 au 28 février 1822                | Louis-Jean-Baptiste Le Coupé, Gouverneur                                                                                    |                                               |
| du 1er mars 1822 au 31 août 1824                  | Jacques François Roger, Gouverneur                                                                                          |                                               |
| du 1er septembre 1824 au 31 octobre 1825          | Gaud-Amable Hugon, capitaine de frégate, Gouverneur par intérim                                                             |                                               |
| du 1er novembre 1825 au 18 mai 1827               | Jacques François Roger, Gouverneur                                                                                          |                                               |
| du 19 mai 1827 au 6 janvier 1828                  | Hyacinthe-Benjamin Gerbidon, commissaire de la Marine, Gouverneur par intérim                                               |                                               |
| du 7 janvier 1828 au 10 mai 1829                  | Jean Jubelin, Gouverneur |                                               |
| du 11 mai 1829 au 27 mai 1831                     | Pierre-Édouard Brou, Gouverneur                                                                                             |                                               |
| du 28 mai 1831 au 17 octobre 1833                 | Thomas Renault de Saint-Germain, Gouverneur                                                                                 |                                               |
| du 18 octobre 1833 au 14 novembre 1833            | Jean-Baptiste Bertrand Armand Cadéot, sous-commissaire de la Marine, Gouverneur par intérim                                 |                                               |
| du 15 novembre 1833 au 10 mai 1834                | Eustache-Louis-Jean Quernel, capitaine de frégate, Gouverneur par intérim                                                   |                                               |
| du 11 mai 1834 au 30 juin 1836                    | Louis Pujol, Gouverneur |                                               |
| du 1er juillet 1836 au 28 décembre 1836           | Médéric Malavois, Gouverneur                                                                                                |                                               |
| du 29 décembre 1836 au 14 septembre 1837          | Louis-Laurent-Auguste Guillet, sous-commissaire de la Marine, Gouverneur par intérim                                        |                                               |
| du 15 septembre 1837 au 11 avril 1839             | Julien-Armand Soret, Gouverneur                                                                                             |                                               |
| du 11 avril 1839 au 18 mai 1841                   | Pons-Guillaume-Bazile Charmasson de Puylaval, Gouverneur                                                                    |                                               |
| du 19 mai 1841 au 6 mai 1842                      | Jean-Baptiste Montagniès de La Roque, Gouverneur                                                                            |                                               |
| du 7 mai 1842 au 5 février 1843                   | Paul Pageot des Noutières, commissaire de la Marine, Gouverneur par intérim                                                 |                                               |
| du 6 février 1843 au 31 janvier 1844              | Édouard Bouët-Willaumez, Gouverneur                                                                                         |                                               |
| du 1er février 1844 au 24 juillet 1844            | Auguste-Lazare Laborel, chef de bataillon d'infanterie de marine, Gouverneur par intérim                                    |                                               |
| du 25 juillet 1844 au 11 décembre 1845            | Pierre-Maurice Thomas, commissaire de la Marine, Gouverneur par intérim                                                     |                                               |
| du 12 décembre 1845 au 20 mars 1846               | François-Marie-Charles Ollivier, Gouverneur                                                                                 |                                               |
| du 21 mars 1846 au 29 août 1846                   | Louis-Antoine Houbé, chef de bataillon d'infanterie de marine, Gouverneur par intérim                                       |                                               |
| du 30 août 1846 au 23 août 1847                   | Ernest Bourdon de Gramont, Gouverneur                                                                                       |                                               |
| du 24 août 1847 au 7 septembre 1847               | Jean-François Caille, chef de bataillon d'infanterie de marine, Gouverneur par intérim                                      |                                               |
| de 7 septembre 1847 à fin novembre 1847           | Léandre-Adolphe-Joseph Bertin-Duchateau, chef de bataillon d'infanterie de marine, Gouverneur par intérim                   |                                               |
| de fin novembre 1847 au 1er mai 1848              | Auguste Baudin, Gouverneur puis Commissaire de la République                                                                |                                               |
| du 1er mai 1848 au 23 novembre 1848               | Léandre-Adolphe-Joseph Bertin-Duchateau, chef de bataillon d'infanterie de marine, Commissaire de la République par intérim |                                               |
| du 23 novembre 1848 à août 1850                   | Auguste Baudin, Gouverneur                                                                                                  |                                               |
| d'août 1850 au 11 octobre 1850                    | Pierre-Auguste-Eugène Aumont, capitaine de frégate, Gouverneur par intérim                                                  |                                               |
| d'octobre 1850 à mai 1853                         | Auguste-Léopold Protet, Gouverneur                                                                                          |                                               |
| de mai 1853 au 30 janvier 1854                    | André-César Vérand, sous-commissaire de la Marine, Gouverneur par intérim                                                   |                                               |
| du 30 janvier 1854 au 16 décembre 1854            | Auguste-Léopold Protet, Gouverneur                                                                                          |                                               |
| de 1854 à 1861                                    | Louis Faidherbe, Gouverneur                                                                                                 |                                               |
| de 1861 à 1863                                    | Jean Jaureguiberry, Gouverneur                                                                                              |                                               |
| de 1863 à 1865                                    | Louis Faidherbe, Gouverneur                                                                                                 |                                               |
| de 1865 à 1869                                    | Émile Pinet-Laprade, Gouverneur                                                                                             |                                               |
| de 1869 à 1876                                    | François Valière, Gouverneur                                                                                                |                                               |
| de 1876 à 1881                                    | Louis Brière de l'Isle, Gouverneur                                                                                          |                                               |
| du 4 mars 1881 au 4 août 1881                     | Ferdinand de Lanneau, Gouverneur                                                                                            |                                               |
| de 1881 à 1882                                    | Henri Canard, Gouverneur |                                               |
| du 28 juin 1882 au 16 novembre 1882               | Aristide Vallon, Gouverneur                                                                                                 |                                               |
| de 1882 à 1883                                    | René Servatius, Gouverneur (premier gouverneur n'appartenant ni à l'armée, ni à la Marine)                                  |                                               |
| de 1884 à 1886                                    | Alphonse Seignac-Lesseps, Gouverneur du Sénégal                                                                             |                                               |
| de 1886 à 1888                                    | Jules Genouille, Gouverneur du Sénégal                                                                                      |                                               |
| de 1888 à 1890                                    | Clément Thomas, Gouverneur du Sénégal                                                                                       |                                               |
| de 1890 à 1895                                    | Henri Félix de Lamothe, Gouverneur                                                                                          |                                               |
| de 1892 à 1893                                    | Henri Roberdeau, Directeur de l'Intérieur, Gouverneur du Sénégal par Intérim                                                |                                               |
| de 1893 à 1895                                    | Charles Couzinet, Directeur de l'Intérieur, Gouverneur du Sénégal par Intérim                                               |                                               |
| Sous l'autorité du Gouverneur général de l'A.O.F. | |                                               |
| de 1895 à 1895                                    | Louis Mouttet, Gouverneur par intérim                                                                                       |                                               |
| de 1895 à 1900                                    | Jean-Baptiste Chaudié, Gouverneur                                                                                           |                                               |
| de 1900 à 1902                                    | Noël Ballay, Gouverneur |                                               |
| de 1902 à 1903'                                   | Camille Guy, Gouverneur |                                               |
| de 1903 à 1905                                    | Charles Rognon, Gouverneur                                                                                                  |                                               |
| de 1905 à 1905                                    | Julien Penel, Gouverneur |                                               |
| de 1905 à 1905                                    | Georges Poulet, Gouverneur par intérim                                                                                      |                                               |
| de 1907 à 1908                                    | Joost van Vollenhoven, Gouverneur                                                                                           |                                               |
| de 1908 à 1908                                    | Jean Peuvergne, Gouverneur                                                                                                  |                                               |
| de 1908 à 1909                                    | Maurice Gourbeil, Gouverneur                                                                                                |                                               |
| de 1909 à 1909                                    | Edmond Gaudart, Gouverneur                                                                                                  |                                               |
| de 1909 à 1911                                    | Jean Peuvergne, Gouverneur                                                                                                  |                                               |
| de 1911 à 1914                                    | Henri Cor, Gouverneur |                                               |
| de 1914 à 1916                                    | Raphaël Antonetti, Gouverneur                                                                                               |                                               |
| de 1917 à 1919                                    | Fernand Lévecque, Gouverneur                                                                                                |                                               |
| de 1919 à 1920                                    | Pierre Didelot, Gouverneur                                                                                                  |                                               |
| de 1920 à 1925                                    | Théophile Tellier, Gouverneur                                                                                               |                                               |
| de 1925 à 1926                                    | Camille Théodore Raoul Maillet, Gouverneur                                                                                  |                                               |
| de 1926 à 1926                                    | Joseph Zébédée Olivier Cadier, Gouverneur                                                                                   |                                               |
| de 1926 à 1929                                    | Léonce Alphonse Noël Henri Jore, Gouverneur                                                                                 |                                               |
| de 1930 à 1930                                    | Maurice Beurnier, Gouverneur                                                                                                |                                               |
| de 1930 à 1931                                    | Camille Théodore Raoul Maillet, Gouverneur                                                                                  |                                               |
| de 1931 à 1931                                    | Benoît Louis Rebonne, Gouverneur                                                                                            |                                               |
| de 1931 à 1936                                    | Maurice Beurnier, Gouverneur                                                                                                |                                               |
| de 1936 à 1938                                    | Louis Lefebvre, Gouverneur                                                                                                  |                                               |
| de 1938 à 1940                                    | Jean-Paul Parisot, Gouverneur                                                                                               |                                               |
| de 1941 à 1942                                    | Georges Pierre Rey, Gouverneur                                                                                              |                                               |
| de 1942 à 1943                                    | Hubert Jules Deschamps, Gouverneur                                                                                          |                                               |
| de 1943 à 1945                                    | Charles Jean Dagain, Gouverneur                                                                                             |                                               |
| de 1945 à 1946                                    | Pierre Louis Maestracci, Gouverneur                                                                                         |                                               |
| de 1946 à 1947                                    | Oswald Durand, Gouverneur                                                                                                   |                                               |
| de 1947 à 1950                                    | Laurent Marcel Wiltord, Gouverneur                                                                                          |                                               |
| de 1950 à 1952                                    | Camille Victor Bailly, Gouverneur                                                                                           |                                               |
| de 1952 à 1954                                    | Lucien Eugène Gaston Jean Geay, Gouverneur                                                                                  |                                               |
| de 1954 à 1955                                    | Maxime Marie Antoine Jourdain, Gouverneur                                                                                   |                                               |
| de 1955 à 1957                                    | Jean Colombani, Gouverneur                                                                                                  |                                               |
| de 1957 à 1958                                    | Pierre Auguste Michel Marie Lami, Gouverneur                                                                                |                                               |
| de 1958 à 1960                                    | Pierre Auguste Michel Marie Lami, Haut-Commissaire                                                                          |                                               |
| République du Sénégal                             | Indépendance de la République le 4 avril 1960                                                                               | Indépendance de la République le 4 avril 1960 |